# Montignac-le-Coq
Montignac-le-Coq is een gemeente in het Franse departement Charente (regio Nouvelle-Aquitaine) en telt 140 inwoners (2005). De plaats maakt deel uit van het arrondissement Angoulême.

## Geografie
De oppervlakte van Montignac-le-Coq bedraagt 10,1 km², de bevolkingsdichtheid is 13,9 inwoners per km².
De onderstaande kaart toont de ligging van Montignac-le-Coq met de belangrijkste infrastructuur en aangrenzende gemeenten.

## Demografie
Onderstaande figuur toont het verloop van het inwonertal (bron: INSEE-tellingen).